# Cottus extensus
Cottus extensus és una espècie de peix pertanyent a la família dels còtids.

## Descripció
- Fa 13 cm de llargària màxima (normalment, en fa 8).[4][5][6]

## Hàbitat
És un peix d'aigua dolça, demersal i de clima temperat (40°N-39°N).

## Distribució geogràfica
Es troba a Nord-amèrica: llac Bear (Idaho i Utah, els Estats Units).

## Observacions
És inofensiu per als humans.